# كريس هوغن
كريس هوغن (بالإنجليزية: Chris Hogan)‏ هو ممثل أمريكي، ولد في 1953 في الولايات المتحدة.

## أعمال

### مسلسلات
- أطلق الرصاص علي!

## وصلات خارجية
- كريس هوغن على موقع IMDb (الإنجليزية)
- كريس هوغن على موقع ألو سيني (الفرنسية)
- كريس هوغن على موقع أول موفي (الإنجليزية)
- كريس هوغن على موقع قاعدة بيانات الأفلام السويدية (السويدية)
- كريس هوغن على موقع قاعدة بيانات الفيلم (الإنجليزية)
- كريس هوغن على موقع كينوبويسك (الروسية)